# Paris, Ontario
Paris är en ort i Kanada.   Den ligger i provinsen Ontario, i den sydöstra delen av landet, 500 km sydväst om huvudstaden Ottawa. Paris ligger 255 meter över havet och antalet invånare är 11 177.
Terrängen runt Paris är platt. Runt Paris är det ganska tätbefolkat, med 222 invånare per kvadratkilometer.. Närmaste större samhälle är Cambridge, 18,7 km norr om Paris. 
Omgivningarna runt Paris är en mosaik av jordbruksmark och naturlig växtlighet.